# Damaliscus korrigum
Damaliscus korrigum là một loài động vật có vú trong họ Bovidae, bộ Artiodactyla. Loài này được Ogilby mô tả năm 1836.

## Phân loài
Loài này có 3 phân loài được công nhận:
- Damaliscus korrigum korrigum Ogilby, 1836
- Damaliscus korrigum jimela Matschie, 1892 (phân bố ở Cộng hòa Dân chủ Congo, Kenya, Rwanda, Tanzania, và Uganda. Nó tuyệt chủng ở Burundi)
- Damaliscus korrigum topi Blaine, 1914 – van biển topi

## Hình ảnh

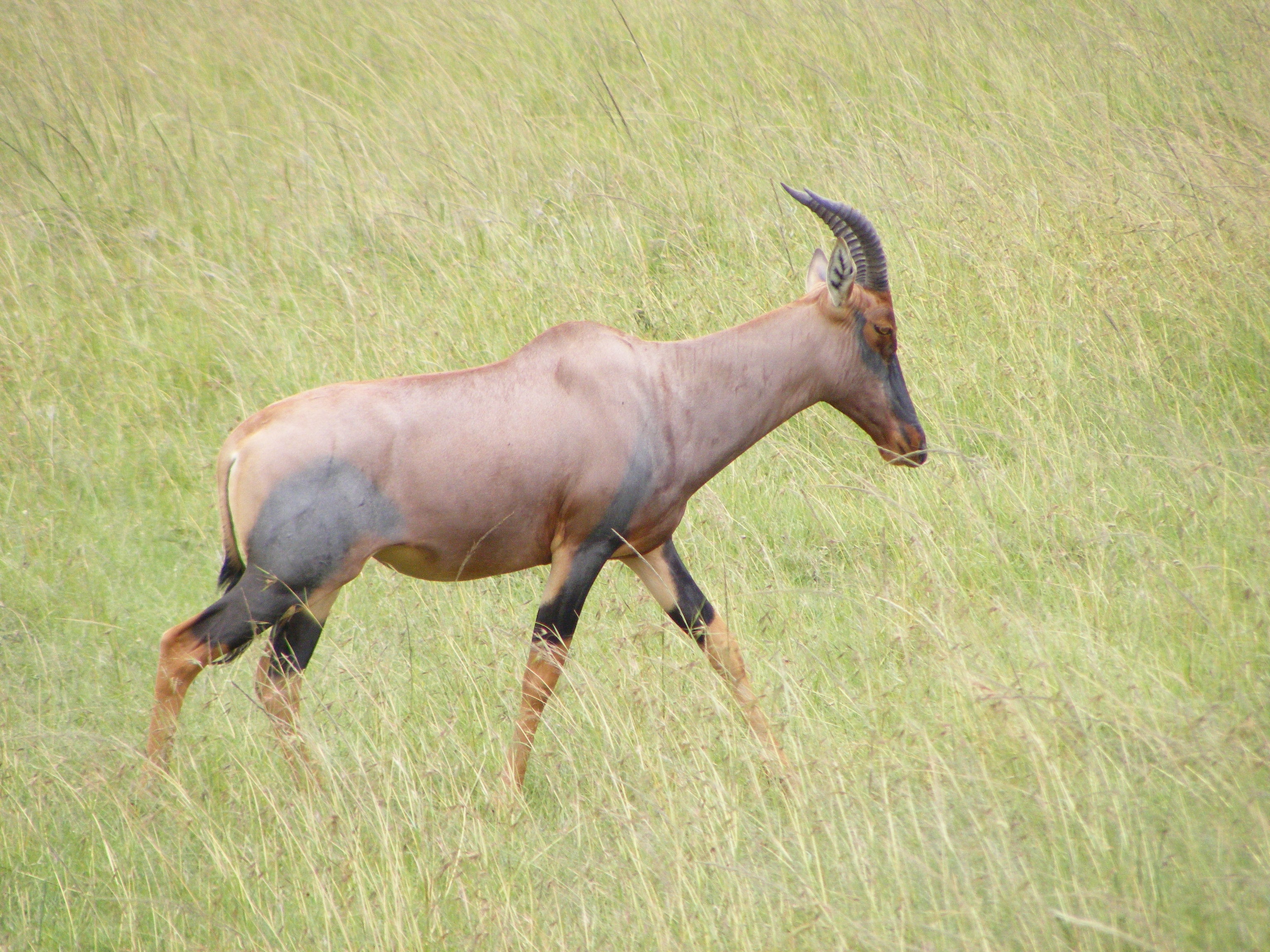
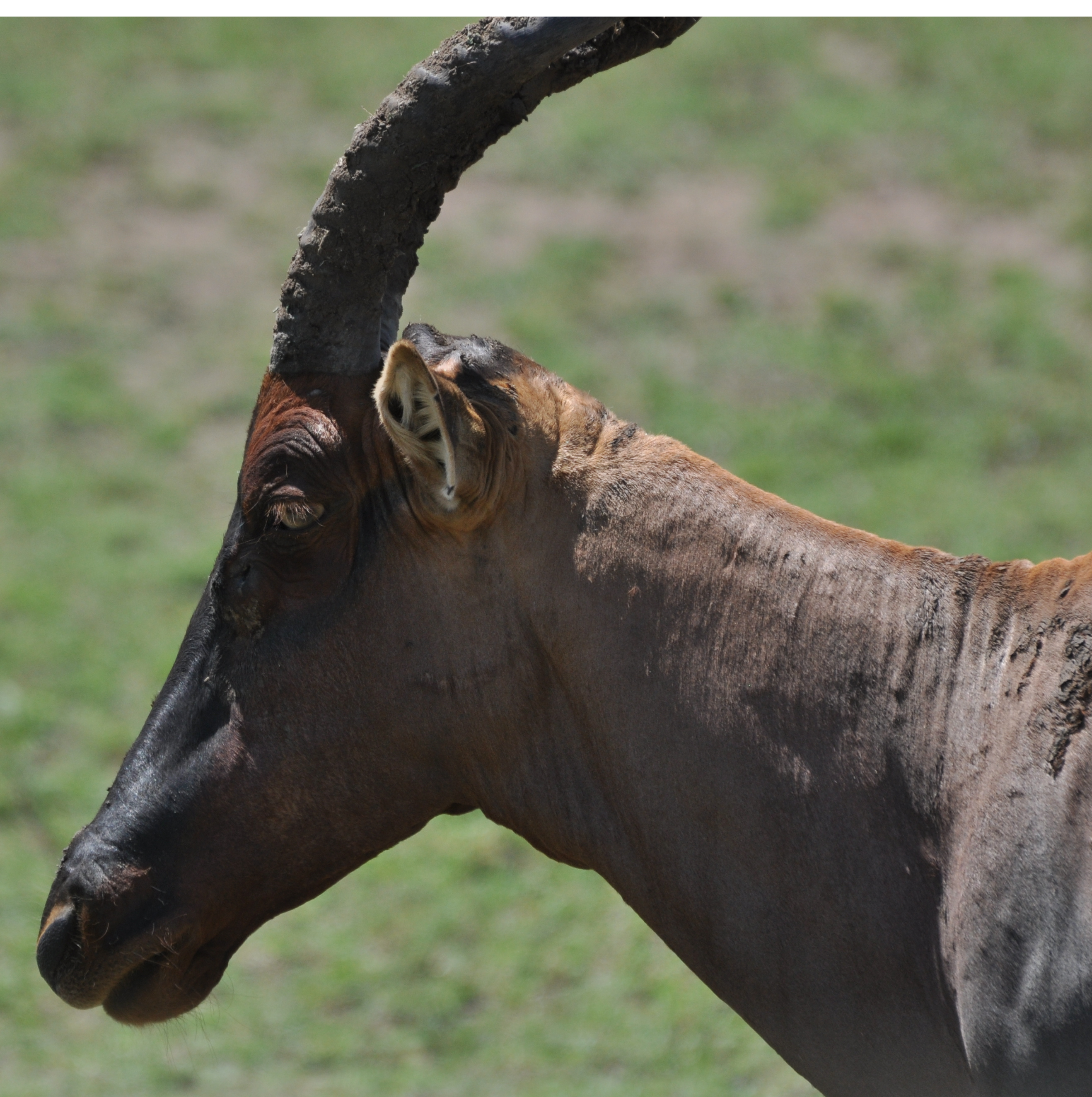
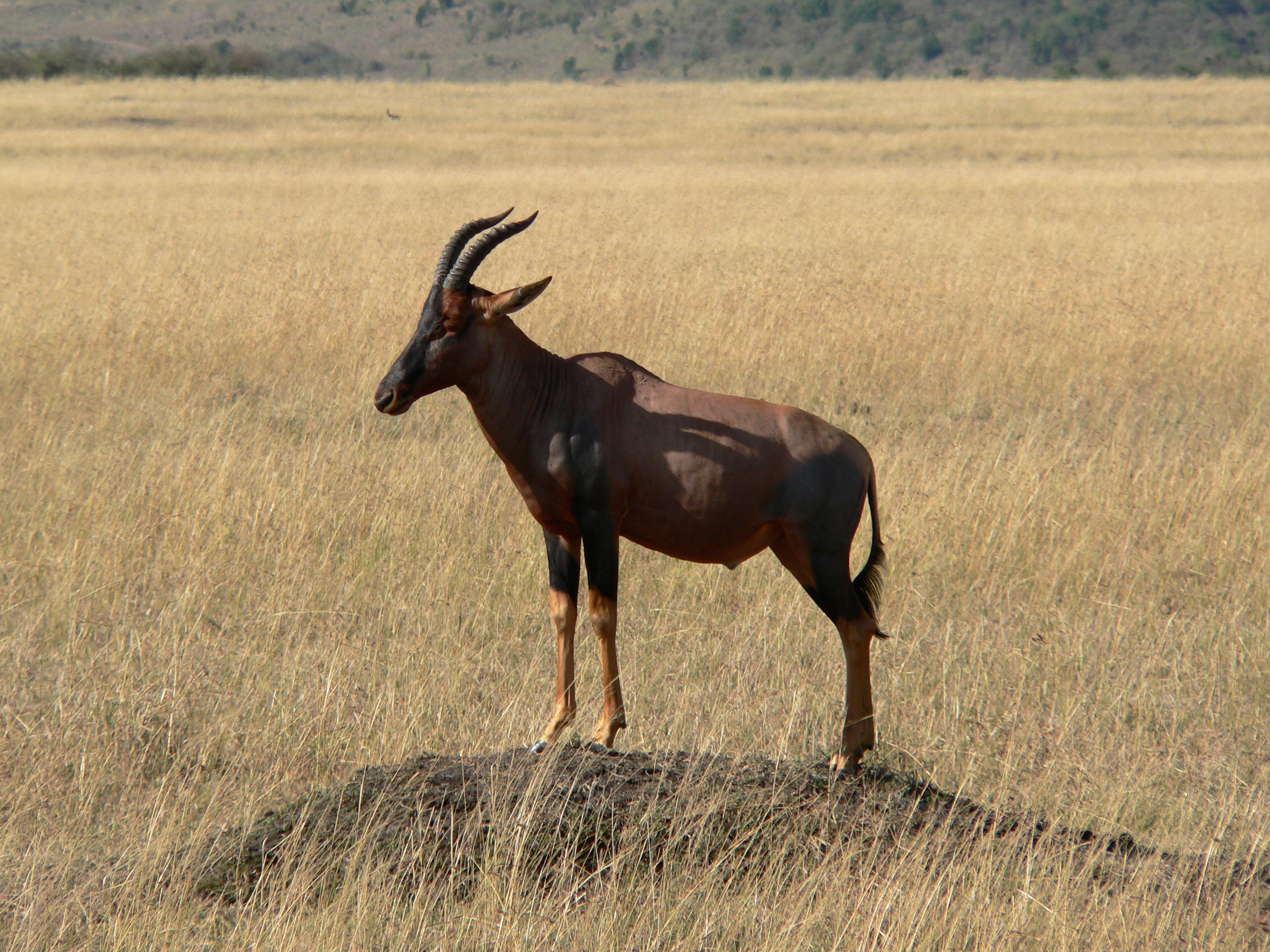
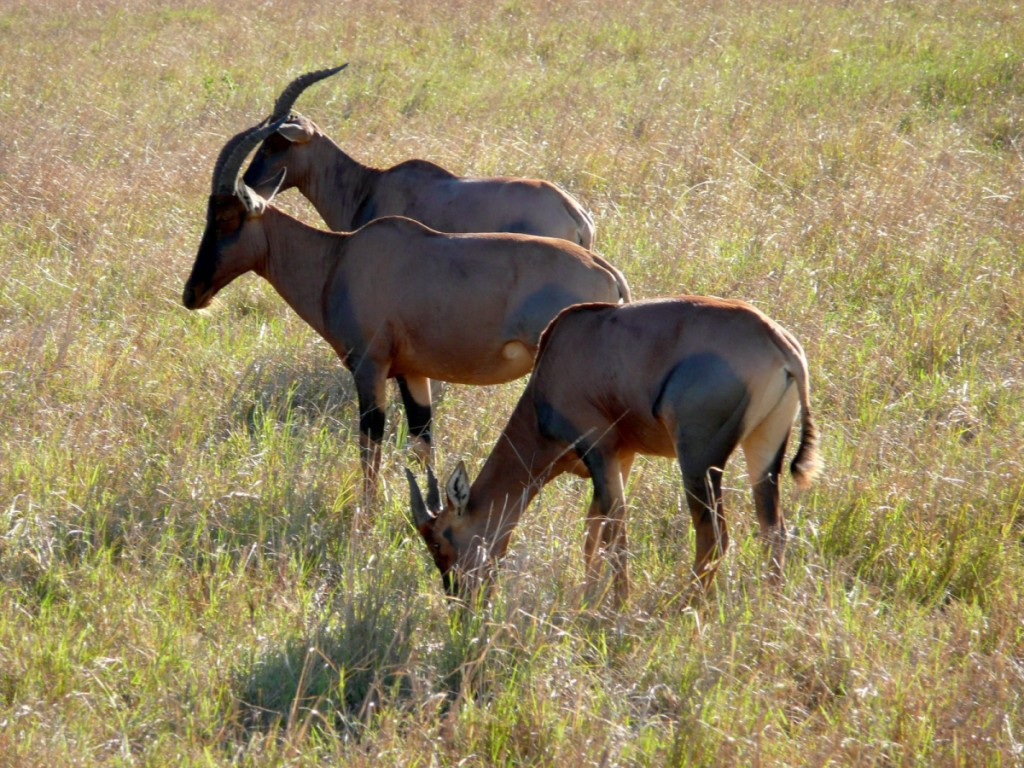